# Західногренландська течія

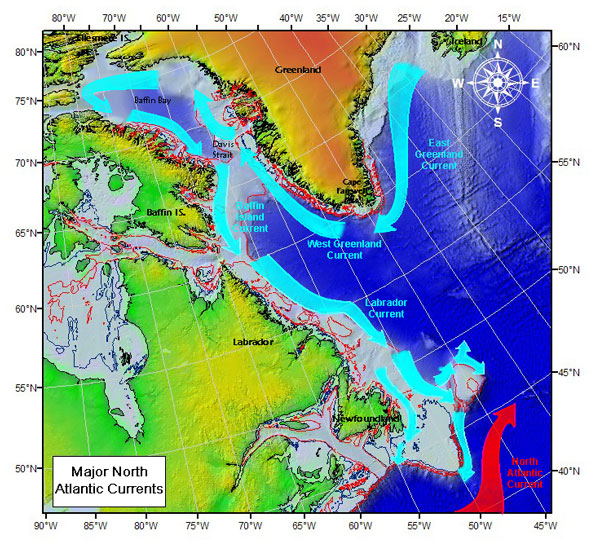
Західногренландська течія

Західногренландська течія — течія Атлантичного океану.
Прямує у північному напрямку в морях Лабрадор і Баффіна та Дейвісової протоки вздовж південно-західного й західного берегів Ґренландії. Починається течія  біля мису Фарвель при змішуванні вод течії Ірмінгера і Східногренландської течії.
Температура становить близько — 1,8 °C, а солоність нижче 34 ‰. Біля острова Девон у Північному Льодовому океані течія повертає на 180°, а біля острова Баффінова Земля — на південь. У цій частині вона називається течією Баффінової Землі.
Швидкість течії коливається від 0,9 до 1,9 км/год.

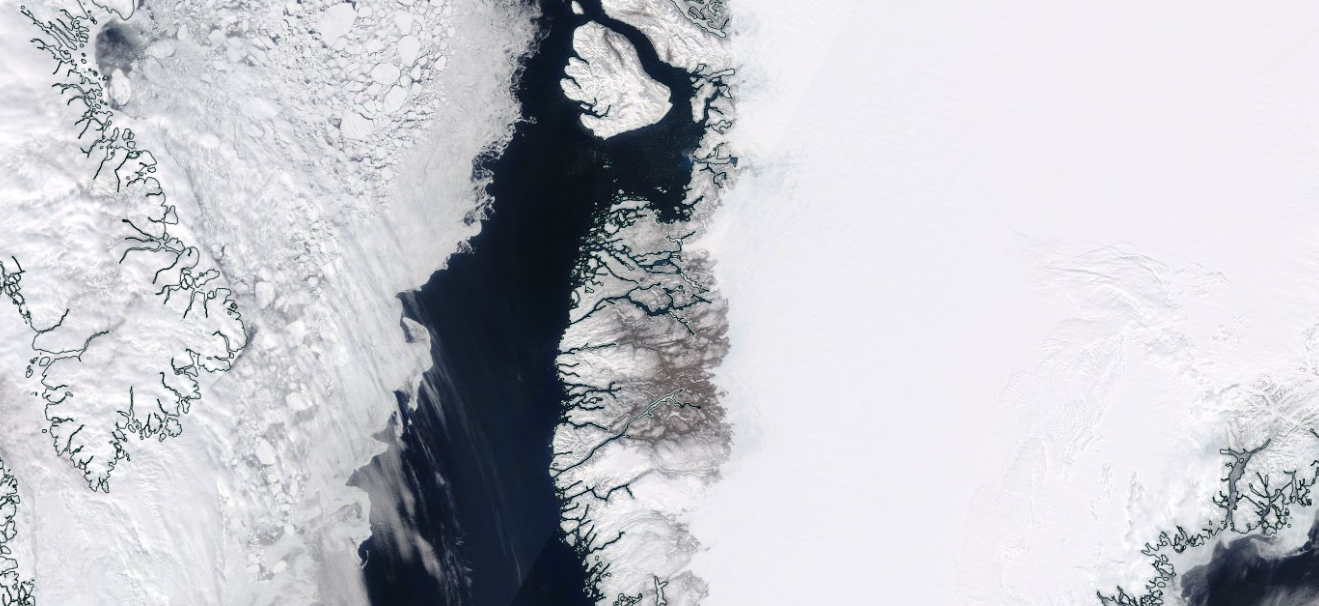
Західногренландська течія на південь від острова Діско залишає західне узбережжя Гренландії вільним від льоду, що робить його придатним для людських поселень.